# Cuerpo Técnico de Policía Judicial
El Cuerpo Técnico de Policía Judicial (CTPJ), conocido también como Policía Técnico Judicial (PTJ), fue la agencia policial más grande de Venezuela. Creado en 1958, fue responsable de las investigaciones criminales y los servicios forenses, al igual que contranarcóticos.

## Estructura
La PTJ estaba adscrita al Ministerio de Justicia, creando un «híbrido de dependencia organizacional en el ejecutivo pero dependencia funcional en el judicial», lo que ha «causado varias fricciones políticas». En varios países, la policía judicial está ubicada en el Ministerio Público.

## Antecedentes
El rol central en la investigación judicial de Venezuela data a las fuerzas de seguridad de Juan Vicente Gómez y a través de la Dirección de Seguridad Nacional de Marcos Pérez Jiménez.

## Historia
El 20 de febrero de 1958 el Contraalmirante Wolfgang Larrazábal, decidió la creación de un cuerpo policial dedicado a la investigación de los diversos crímenes mediante el decreto N° 48 de la Junta, además de establecer su función como auxiliar del Poder Judicial, con el nombre de Policía Técnica Judicial. La Ley de Policía Judicial del 8 de julio de 1975 estableció su estructura y organización institucional.
El organismo no estuvo exento de polémicas como la actuación del Grupo de Apoyo Táctico Operativo (GATO) durante el levantamiento de los cadáveres después del accidente aéreo que acabó con la vida de Renny Ottolina.
Uno de sus directores más polémicos fue Manuel Molina Gásperi a quien se le atribuye ser el autor intelectual del asesinado del abogado Ramón Carmona Vásquez cometido por miembros del grupo GATO el 28 de julio de 1978. Carmona había iniciado una serie de denuncias de corrupción hacia el organismo. Los implicados fueron detenidos y el presidente Carlos Andrés Pérez ordenó la remoción de Molina Gásperi de su cargo. En 1982 la PTJ participó en la Operación de Cantaura.

## Disolución
La Ley de Policía Judicial de 1975 sería sustituida por la Ley de Policía de Investigaciones Penales del 11 de septiembre de 1998. A finales de 2001 el Cuerpo Técnico de Policía Judicial fue reemplazado por el Cuerpo de Investigaciones Científicas, Penales y Criminalísticas (CICPC).